# Dipoenata cana
Dipoenata cana är en spindelart som beskrevs av Kritscher 1996. Dipoenata cana ingår i släktet Dipoenata och familjen klotspindlar.
Artens utbredningsområde är Malta. Inga underarter finns listade i Catalogue of Life.